# Virginia Prince
Virginia Charles Prince (Los Ángeles 23 de noviembre de 1912 - ib. 2 de mayo de 2009) fue una química, farmacóloga y activista transgénero americana. Fundadora de la revista Transvestia y la Fundación para la Expresión de la Personalidad (Foundation for Personality Expression).

## Biografía
Prince nació en Los Ángeles, California, como "Arnold Lowman" en el seno de una familia protestante. A la edad de 12 años, Prince empezó a utilizar ropa femenina, primeramente utilizaba la ropa de su madre. Durante la secundaria empezó a travestirse de manera más frecuente descubriendo así que pasaba como cualquier otra chica en público.  
Prince ingresó al Pomona College en Claremont, California en 1931, y en 1935 termina sus estudios graduándose así de Química.
Prince no fue tan abierta con su travestismo entonces como lo fue en su madurez, sin embargo, fue gracias a un psiquiatra al que consultó a la edad de 30 años, que comenzó a vivir un estilo de vida más cómodo y abierto. A pesar de haber sido diagnosticada previamente con un Complejo de Edipo no resuelto.
Prince le confió a su psiquiatra, Karl Bowman, su inclinación por el travestismo, quien a cambio le aconsejó que: "aprendiera a aceptarse a sí misma y disfrutarlo". Prince le da crédito a este psiquiatra, quien le recordó que hay muchos otros que viven un estilo de vida similar, con el tema general y recurrente de Transvestia de la autoaceptación.
Prince obtuvo su doctorado en farmacología en 1939 de la Universidad de California, San Francisco. En ese año también conocería a la mujer que sería su esposa y con quien tendría un hijo. Tras siete años de matrimonio, la pareja se divorciaría, según Prince, debido a su travestismo. Después de que terminó su matrimonio, Prince regresó a la Universidad de California en San Francisco y comenzó a trabajar como asistente de investigación. Durante este tiempo, Prince aprovechó la pequeña colección de literatura médica sobre travestismo de la universidad. En esta época fue en que Prince comenzó a usar el nombre Charles Prince como su seudónimo. Su primer nombre proviene de su padre, Charles, y el segundo de su dirección en Prince Street. Uno de sus primeros trabajos conocidos, es el artículo "Homosexualidad, travestismo y transexualismo: reflexiones sobre su etiología y diferencia", publicado en 1957,bajo el seudónimo "C.V. Prince".

## Revista Transvestia

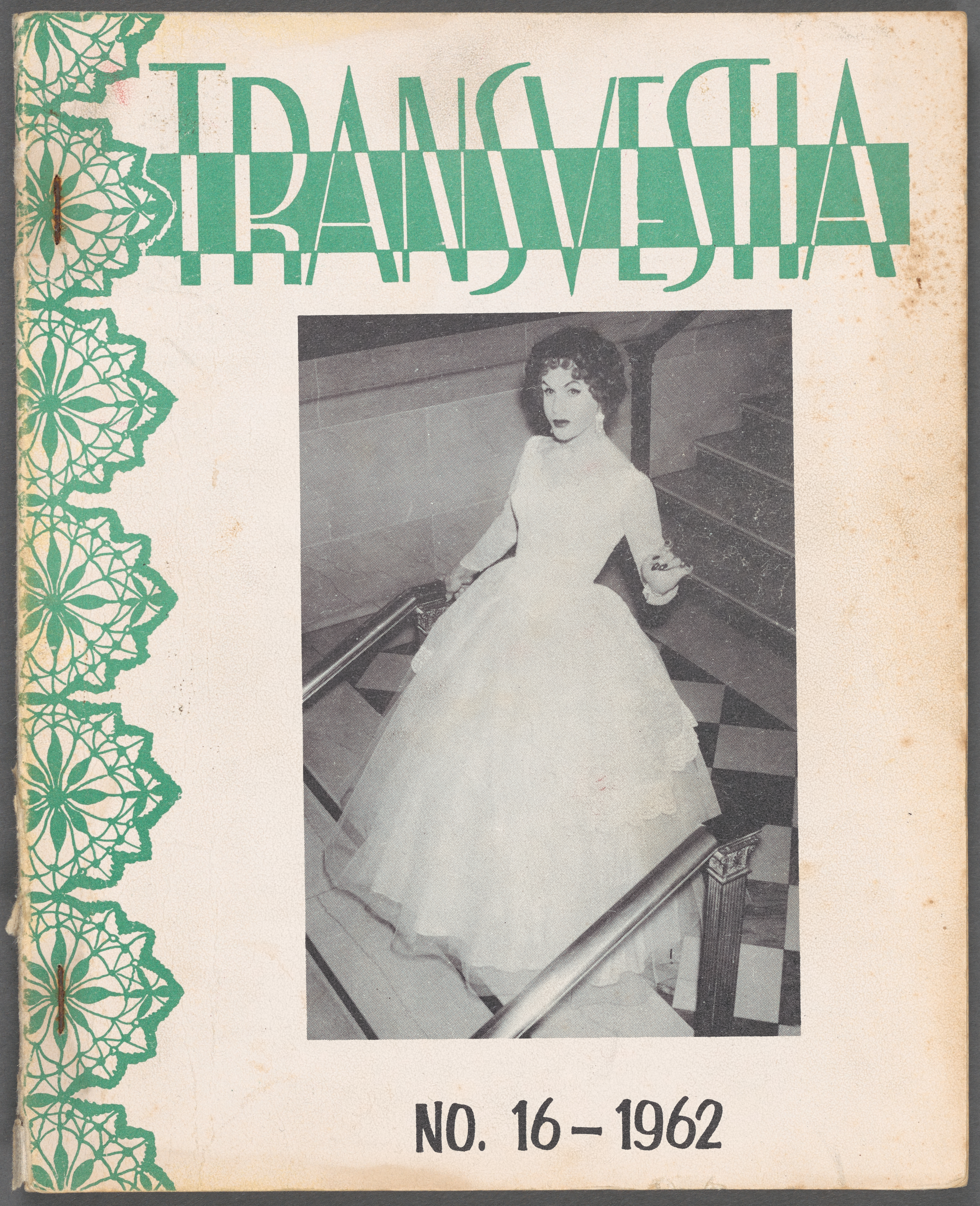
Portada de la revista en el año 1962.

En el año 1960, se publica el primer número de "Transvestia" vendiéndose por suscripción y en librerías para adultos. Los números de "Transvestia" fueron publicados cada dos meses entre los años 1960 y 1980, contando con un total de 100 números publicados. Sus lectores eran mayoritariamente travestis, homosexuales y mujeres trans blancas de clase media, en ella se podían publicar historias de vida. A lo largo de los años, la publicación también ganó una importante cantidad de suscriptores internacionales, especialmente de Inglaterra, los países nórdicos y Australia.
Aunque "Transvestia" se publicó durante 20 años, originalmente no fue una publicación de mucho éxito; Virginia Prince cuenta en su autobiografía que originalmente el costo de producción era demasiado alto para ser sostenible, debido a que se imprimió en papel de mimeógrafo. En última instancia, no fue hasta que Prince encontró una imprenta offset y reunió a más suscriptores que "Transvestia" se convirtió en un éxito.